# Cyathea dichromatolepis
Cyathea dichromatolepis är en ormbunkeart som först beskrevs av Fee, och fick sitt nu gällande namn av Karel Domin. Cyathea dichromatolepis ingår i släktet Cyathea och familjen Cyatheaceae. Inga underarter finns listade.